# 西林寺 (横浜市)

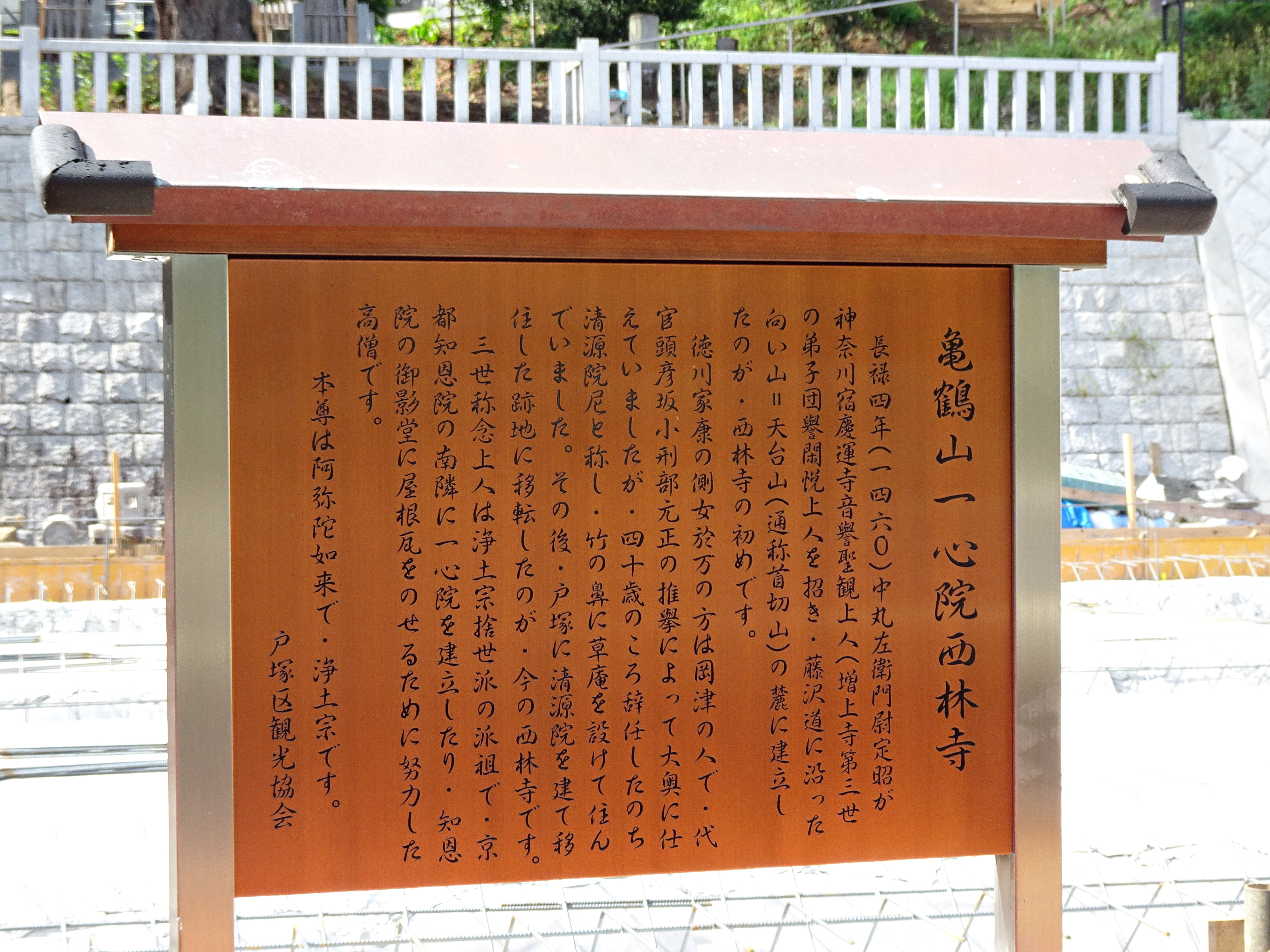
看板の後ろで西林寺本堂の再建が進む（2024年9月）

西林寺（さいりんじ）は、神奈川県横浜市泉区岡津町にある浄土宗の寺院。

## 歴史
1460年（長禄4年）、土豪の中丸左衛門尉定昭が慶運寺（横浜市神奈川区）の音誉聖観（後に芝増上寺第3世となる）の門弟である団誉閑悦を招請して開山とした。この地には徳川家康の側室お万の方（同名異人が複数いるが出家して清源院と名乗った人物）が設けた草庵があって移転してきたのだという。
2023年6月1日、火災によって本堂が全焼した。

## 枝垂れ桜
境内には市指定名木古木の枝垂れ桜があり、毎年春になると見事な花を咲かせている。一般に開放されている。

## その他
先代住職は時宗・浄土宗研究の第一人者で戸塚区・泉区の郷土史家でもある大橋俊雄であった。

## 交通アクセス
- 東日本旅客鉄道東海道線・横須賀線・横浜市営地下鉄ブルーライン戸塚駅から神奈川中央交通路線バスで西林寺入口バス停留所下車、徒歩5分
- 相模鉄道いずみ野線緑園都市駅から徒歩23分
- 相模鉄道いずみ野線弥生台駅から徒歩24分